# Dis-moi que tu m'aimes (album)
Pour les articles homonymes, voir Dis-moi que tu m'aimes.
Albums de Chimène Badi
Entre nous Le Miroir
Dis-moi que tu m'aimes est le deuxième album de la chanteuse française Chimène Badi, sorti le 12 octobre 2004 sous le label AZ.
Après le succès de son premier album Entre nous, porté par le single éponyme, Chimène Badi décide d'enregistrer un deuxième album : Dis-moi que tu m'aimes.
La sortie de l'album est anticipée par la parution du premier single Le Jour d'après, extrait de la bande originale du film Le Jour d'après. Le deuxième single qui suit est Je ne sais pas son nom. Vient ensuite Je viens du sud (reprise de Michel Sardou), Retomber amoureux et enfin Dis-moi que tu m'aimes, qui vient clore l'exploitation de l'album.
Peu après la sortie de l'album, Chimène Badi se lance dans une tournée européenne. Elle fera notamment un passage à l'Olympia qui sera retracé dans l'album + DVD live Live à l'Olympia, sorti en 2006.
Deux mois après la sortie de son album, Chimène Badi modifiera les paroles de son titre phare Je viens du sud pour des raisons de droits d'auteurs peu connues du grand public. 
Le couplet : "[...] Mélange d'amertume  et de vin d'Italie [...] " deviendra donc " [...] Mélange d'un chant barbare et d'un ciel d'Italie [...] ".
De plus le couplet : " [...] L' envie d'essayer de rattraper les trains que j'ai raté [...] " deviendra : " [...] L'envie de remettre à l'heure les horloges de ma vie [...] ".
Cependant le 1er clip réalisé par Fabrice Martin contient la version non corrigée des paroles. Ce n'est que la 2e version du clip réalisée cette fois-ci par Jean Michel Lamarre qui contiendra la version corrigée. Chimène Badi fera l'objet de critique acerbe à la suite de cette modification, auxquels elle ne répondra pas. Pascal Obispo avait lui aussi modifié les paroles de sa chanson Fan en 2004.

## Liste des titres
| No  | Titre                        | Auteur                                                | Durée |
| --- | ---------------------------- | ----------------------------------------------------- | ----- |
| 1.  | Je ne sais pas son nom       | Jean-Paul Dréau                                       | 3:23  |
| 2.  | Le Mot fin                   | Jean-Paul Dréau                                       | 4:01  |
| 3.  | Je ne cherche pas            | Élodie Hesme / David Gategno                          | 3:43  |
| 4.  | Je viens du sud              | Michel Sardou - Pierre Delanoë / Jacques Revaux       | 4:05  |
| 5.  | On a les amours qu'on mérite | Patrice Guirao / Gioacchino Maurici                   | 4:33  |
| 6.  | Je sais                      | Zoé Gilbert / Rick Allison                            | 3:37  |
| 7.  | Pardonner                    | Didier Golemanas / Rick Allison                       | 3:05  |
| 8.  | Dis-moi que tu m'aimes       | Jean-Félix Lalanne / Jean-Félix Lalanne - Lara Fabian | 2:30  |
| 9.  | Retomber amoureux            | Marc Lavoine - Yvan Coriat / Marc Ricci - Pierre Zito | 3:30  |
| 10. | Le Jour d'après              | J. Kapler / J. Kapler                                 | 3:12  |
| 11. | Tout contre toi              | Guy Roche / Stéphanie Bentley / Georges Teren         | 3:26  |
| 12. | J'ai tout oublié             | Zoé Gilbert / Rick Allison                            | 3:43  |
| 13. | Je n'attends rien de lui     | Didier Golemanas / Rick Allison                       | 3:22  |
| 14. | Comme un appel               | Frédérick Baron / Rick Allison                        | 3:36  |
| 15. | J'aurais préféré             | J. Kapler - Lionel Florence / J. Kapler               | 4:16  |

## Singles extraits
- Le Jour d'après
- Je ne sais pas son nom
- Je viens du sud
- Retomber amoureux
- Dis-moi que tu m'aimes

## Classements
| Pays              | Meilleure position | Semaines classées |
| ----------------- | ------------------ | ----------------- |
| France            | 1                  | 98                |
| Belgique Wallonie | 2                  | 69                |
| Suisse            | 35                 | 38                |

## Certifications
| Pays   | Organisme | Certification | Niveau de certification |
| ------ | --------- | ------------- | ----------------------- |
| France | SNEP      | Diamant       | 750 000                 |

## Crédits[3]
- Je ne sais pas son nom (Edition Coup d'soleil)

Basse : Laurent Vernerey / Batterie : Maxime Garoute / Percussions : Denis Benarrosh / Guitares : Basile Leroux / Guitares acoustiques : Manu Galvin / Piano - Rhodes - Claviers - Programmations : Michel Amsellem / 1er Violon : Christophe Guiot / Cordes : Les Archets de Paris / Régie d'Orchestre : Philippe Nadal / Arrangements et Direction des Cordes : Michel Amsellem / Réalisation : Michel Amsellem - Guy Roche
Enregistrement : Dushyant Bhakta (assisté par Guy Roche)
Mixage : Patrice Courtois (assisté de Vincent Creusot)